# Una Magnum Special per Tony Saitta
Una Magnum Special per Tony Saitta è un film poliziesco del 1976, diretto da Alberto De Martino con lo pseudonimo Martin Herbert.

## Trama
Il Capitano Saitta sta indagando sulla morte della sorella, una studentessa che è stata avvelenata da qualcuno per motivi ignoti. Scopre che la ragazza aveva una relazione con uno dei suoi professori: il dottor Tracer. L'uomo è sposato e avrebbe quindi un movente valido per l'omicidio. Tuttavia, mentre Tracer è in carcere, i delitti continuano.

## Produzione
Il film è stato girato interamente nella città canadese di Montréal.

## Distribuzione
Il film è stato distribuito nei cinema italiani il 9 marzo 1976.